# Звёздный путь: Феникс
Звёздный путь: Феникс (англ. Star Trek: Phoenix) — фанатский веб-сериал по вселенной «Звёздный путь», снятый и спродюсированный Temporal Studios. Сериал был создан Лео Робертсом и позже разработан Лео Робертсом, Йоном Джонсоном и автором «Звёздного пути» Джеффом Айерсом. История разворачивается через 42 года после событий в фильме «Звёздный путь: Возмездие» в основной вселенной, созданной Джином Родденберри, и повествует о команде первого политического флагмана Федерации, звездолёта класса «Ascension» «USS Феникс (NCX-101138)».
Первый эпизод, «Плащ и Кинжал, часть 1», был выпущен в Интернете 2 мая 2010 года, а по состоянию на декабрь 2015 года «Cloak & Dagger, Part Two» остается приостановленным до тех пор, пока не будет разрешен текущий судебный процесс против фанатского производства «Звёздный путь: прелюдия Аксанара» компаниями Paramount Pictures и CBS.
Наряду с полностью добровольным актёрским составом/съёмочной группой над проектом работали несколько ветеранов «Звёздного пути», включая удостоенных премии «Оскар» членов съёмочной группы, работавших над перезапуском фильмов Дж. Дж. Абрамса «Звёздный путь» и «Стартрек: Возмездие».
«Плащ и Кинжал, часть 1» был официальным выбором Международного фестиваля фантастических фильмов Maelstrom 2010 года в Сиэтле, штат Вашингтон.

## Актёрский состав и съёмочная группа

### Главные роли
| Персонаж       | Актёр            | Звание             | Должность                                                |
| -------------- | ---------------- | ------------------ | -------------------------------------------------------- |
| Брайс Авари    | Бен Эндрюс       | Капитан            | Капитан и командир звездолёта «Феникс».                  |
| Талис Джарин   | Бен Джонсон      | Командер           | Первый помощник \| Вид: получеловек/полуальтузианец.     |
| Томас Олден    | Джеймс Лайл      | Командер           | Главный врач; близкий друг капитана Авари.               |
| Т'Вон          | Рой Стэнтон      | Посол              | Дипломатическая корпорация Федерации \| Вид: Ромуланец   |
| Акелин Солара  | Эль Вианн Соннет | Лейтенант Командер | Главный инженер \| Вид: Фон Ра                           |
| Ямора Ву'Шан   | Николь Сантора   | Лейтенант Командер | Главный научный сотрудник \| Вид: Седесийка              |
| Арка Ниран     | С. Джо Даунинг   | Лейтенант          | Начальник службы безопасности/Главный тактический офицер |
| Пеломар Лаенах | Ванесса Коббс    | Лейтенант          | Главный навигатор \| Вид: Менеан                         |
| Йобен Каркко   | Джесси Паттисон  | Лейтенант          | Начальник оперативного отдела                            |

### Второстепенный состав
| Персонаж     | Актёр              | Звание    | Должность                                         |
| ------------ | ------------------ | --------- | ------------------------------------------------- |
| Ульти Натура | Лоррейн Монтез     | Майор     | SABRE Специалист по борьбе с врагом \| Вид: Трилл |
| Ной Крофт    | Джон Линч          | Полковник | Командир SABRE USS «Феникс»                       |
| Тол Хадик    | Родриго ДеМедейрос | Советник  | Член Совета Федерации \| Вид: Трилл               |
| Крик         | Лео Робертс        | Генерал   | Командир SABRE \| Вид: Илайнец                    |

## Сюжет

### Часть 1
После того, как их дипломатический посланник терпит крушение на далекой планете Катрассии Прайм, капитан Авари и команда звездолёта «USS Феникс» отправляются на опасную миссию по их спасению. По прибытии в Нейтральную зону спасательная команда сталкивается с лабиринтом тайн, в то время как их настоящий враг скрывается в тенях. Экипаж «Феникса» отправится в неизвестность, поскольку архитектор их уничтожения приведет их обратно к началу первого плавания.

## Продолжение
23 октября 2015 года Temporal Studios объявила, что планирует выпустить вторую часть «Плаща и Кинжала» в виде 90-минутной аудиодрамы, которая выйдет в середине 2016 года к 50-летию франшизы. Сценарий писал создатель/исполнительный продюсер Лео Робертс, и большинство актёров из первой части решили вернуться, чтобы повторить свои роли.
1 января 2016 года студия объявила, что Часть II находится на «бессрочном удержании» из-за иска «Звёздный путь: прелюдия Аксанара», поданного 29 декабря 2015 года Paramount Pictures и CBS.
20 мая 2016 года на мероприятии для фанатов «Звёздного пути» в Лос-Анджелесе исполнительный продюсер Дж. Дж. Абрамс и режиссёр фильма «Стартрек: Бесконечность» Джастин Лин объявили, что иск против Axanar отменяется. Ожидается официальное подтверждение, и были выпущены инструкции для фанатских постановок, но на данный момент доступно мало информации.